# タイ・プレミアリーグ1998

タイ・プレミアリーグ1998は、1996-97シーズンに創設されてから3シーズン目のタイ・プレミアリーグである。スポンサーであるカルテックスの名を冠し、大会名はカルテックス・プレミアリーグ（タイ語: คาลเท็กซ์ พรีเมียร์ ลีก, 英語: Caltex Premier League）。

## 概要
1998年シーズンは、昨年のタイ・ディヴィジョン1リーグの上位2チームが昇格した。クルン・タイ・バンク、オーソットサパーは共に2年ぶりのプレミアリーグ復帰となった。
シンタナが初優勝を果たした。シンタナはアジアクラブ選手権1999-2000出場権、シンハーFAカップ優勝のバンコク・バンクはアジアカップウィナーズカップ1999-2000出場権を獲得した。最下位のUCOMラパチャはディヴィジョン1リーグへ降格する。
ポート・オーソリティ・オブ・タイランドのRonnachai Sayomchaiが23得点で得点王に輝いた。年間最優秀選手にはシンタナのNiweat Siriwong、同最優秀監督にはシンタナのKaroon Narksawatが選出された。

## 所属チーム（1998年）
- ロイヤル・タイ・エアフォース （前年優勝）
- シンタナ
- バンコク・バンク
- ポート・オーソリティ・オブ・タイランド
- BECテロ・サーサナ1
- タイ・ファーマーズ・バンク
- バンコク・メトロポリタン・アドミニストレーション
- TOT
- ロイヤル・タイ・アーミー
- UCOMラパチャ
- クルン・タイ・バンク （ディヴィジョン1リーグから昇格）
- オーソットサパー （ディヴィジョン1リーグから昇格）

### チーム名の変更
1 テロ・サーサナFCは、BECテロ・サーサナFCに変更した。

## 順位表
| 順位 | チーム                                           | 試 | 勝 | 分 | 敗 | 得 | 失 | 差  | 勝点 | 備考                                   |
| ---- | ------------------------------------------------ | -- | -- | -- | -- | -- | -- | --- | ---- | -------------------------------------- |
| 1    | シンタナ (C)                                     | 22 | 13 | 3  | 6  | 37 | 28 | +9  | 42   | アジアクラブ選手権1999-2000            |
| 2    | ロイヤル・タイ・エアフォース                     | 22 | 10 | 10 | 2  | 52 | 31 | +21 | 40   |                                        |
| 3    | BECテロ・サーサナ                                | 22 | 10 | 8  | 4  | 47 | 23 | +24 | 38   |                                        |
| 4    | ポート・オーソリティ・オブ・タイランド           | 22 | 10 | 7  | 5  | 50 | 27 | +23 | 37   |                                        |
| 5    | バンコク・バンク                                 | 22 | 6  | 13 | 3  | 33 | 27 | +6  | 31   | アジアカップウィナーズカップ1999-20001 |
| 6    | TOT                                              | 22 | 8  | 6  | 8  | 36 | 37 | -1  | 30   |                                        |
| 7    | ロイヤル・タイ・アーミー                         | 22 | 7  | 5  | 10 | 35 | 42 | -7  | 26   |                                        |
| 8    | タイ・ファーマーズ・バンク                       | 22 | 5  | 10 | 7  | 33 | 37 | -4  | 25   |                                        |
| 9    | クルン・タイ・バンク                             | 22 | 6  | 4  | 12 | 24 | 38 | -13 | 22   |                                        |
| 10   | オーソットサパー                                 | 22 | 4  | 9  | 9  | 22 | 47 | -25 | 21   |                                        |
| 11   | バンコク・メトロポリタン・アドミニストレーション | 22 | 4  | 8  | 10 | 30 | 37 | -7  | 20   | TPL・DIV1入れ替え戦                    |
| 12   | UCOMラパチャ                                     | 22 | 4  | 7  | 11 | 28 | 50 | -22 | 19   | ディヴィジョン1リーグ降格              |

1 シンハーFAカップ1998優勝。
- Thailand 1998 - RSSSF (Rec.Sport.Soccer Statistics Foundation)

## TPL・DIV1入れ替え戦
11位のバンコク・メトロポリタン・アドミニストレーションとタイ・ディヴィジョン1リーグ2位のアサンプション・シーラーチャー（Assumption Sriracha）が対戦した。第1戦は1999年1月24日、第2戦は同26日に実施された。バンコク・メトロポリタン・アドミニストレーションはタイ・プレミアリーグに残留する。
| チーム1                                          | 結果  | チーム2                        |
| ------------------------------------------------ | ----- | ------------------------------ |
| バンコク・メトロポリタン・アドミニストレーション | 3 - 1 | アサンプション・シーラーチャー |

## 表彰
- 得点王 :  Ronnachai Sayomchai （ポート・オーソリティ・オブ・タイランド）
- 年間最優秀選手賞 :  Niweat Siriwong （シンタナ）
- 年間最優秀監督賞 :  Karoon Narksawat （シンタナ）

## FAカップ
タイFAカップ1998は、バンコク・バンクが優勝した。バンコク・バンクはアジアカップウィナーズカップ1999-2000出場権を獲得した。

## コー・ロイヤルカップ
コー・ロイヤルカップ1998は、プレミアリーグ優勝のチュラ・シンタナが同2位のロイヤル・タイ・エアフォースに勝利した。

## タイ・ディヴィジョン1リーグ
タイ・ディヴィジョン1リーグ1998-99は、バンコク・バンク・オブ・コマース（Bangkok Bank of Commerce）が優勝した。2位のアサンプション・シーラーチャーはTPL・DIV1入れ替え戦でバンコク・メトロポリタン・アドミニストレーションに1-3で敗れた。バンコク・バンク・オブ・コマースは来シーズンのプレミアリーグに昇格する。